# Кајанело
Кајанело (итал. Caianello) је насеље у Италији у округу Казерта, региону Кампанија.
Према процени из 2011. у насељу је живело 1758 становника. Насеље се налази на надморској висини од 202 м.

## Становништво
| 1951. | 1961. | 1971. | 1981. | 1991. | 2001. | 2011. |
| ----- | ----- | ----- | ----- | ----- | ----- | ----- |
| 1.505 | 1.436 | 1.397 | 1.559 | 1.675 | 1.758 | 1.782 |